# Pole Čudes
Pole Čudes (in russo Поле Чудес?, "il campo dei miracoli") è un programma televisivo, versione russa de La ruota della fortuna, condotto da Vladislav List'ev (1990-1991) e da Leonid Jakubovič (1991-).
Realizzato dalla compagnia televisiva VID, viene trasmesso da Pervij Kanal dal 1990, va in onda ogni venerdì sera alle 19.
È il game show più seguito in Russia ed, assieme al programma italiano, ha avuto molto più successo rispetto alla versione originale americana.

## Conduzione
Il programma stesso è fortemente associato al suo conduttore, Leonid Jakubovič. Il suo carisma personale è la chiave di volta dello show, dovuto in parte al suo umorismo e alla sua interazione con i giocatori. Dal 1996, è stato affiancato dalla modella Rimma Agafošina.